# Asadabad (Afghanistan)
Asadabad (dari: اسعدآباد), også Chaghasaray (dari: چغسرای), er en by i det østlige Afghanistan med et indbyggertal på ca. 16.700 (2022) indbyggere.
Asadabad ligger i bjergkæden Hindu Kush tæt på grænsen til nabolandet Pakistan. Den er hovedby i provinsen Konar og i distriktet Asadabad.